# Szavanobori Maszaaki
Szavanobori Maszaaki (Sizuoka, 1970. január 12. –) japán válogatott labdarúgó.

## Nemzeti válogatott
A japán válogatottban 16 mérkőzést játszott, melyeken 3 gólt szerzett.

## Statisztika
| Japán válogatott | Japán válogatott | Japán válogatott |
| Időszak          | Mérk.            | gól              |
| ---------------- | ---------------- | ---------------- |
| 1993             | 5                | 1                |
| 1994             | 6                | 1                |
| 1995             | 0                | 0                |
| 1996             | 0                | 0                |
| 1997             | 0                | 0                |
| 1998             | 0                | 0                |
| 1999             | 1                | 0                |
| 2000             | 4                | 1                |
| Összesen         | 16               | 3                |